# Ryan Holiday
Ryan Holiday (16 de junho de 1987) é um filósofo, escritor, marqueteiro, empresário e podcaster norte-americano, notável por espalhar a filosofia estoica na forma de livros. Seus livros foram traduzidos para mais de 40 idiomas, já venderam quatro milhões de exemplares em todo o mundo e juntos passaram mais de trezentas semanas nas listas de mais vendidos. Seu livro Stillness Is the Key (2019) entrou em 1º para a lista de best-sellers do The New York Times.

## Biografia
Ryan Holiday começou sua carreira depois de abandonar a Universidade da Califórnia, em Riverside, aos 19 anos. Ele estudava ciência política e escrita criativa. Ele foi consultor do autor Tucker Max e mais tarde, trabalhou com Robert Greene, autor de As 48 Leis do Poder, no livro best-seller do New York Times de Greene de 2009, The 50th Law.
Antes de se tornar escritor, Ryan Holiday foi diretor de marketing e mais tarde, consultor da marca de roupas American Apparel. Ele foi substituído pela empresa em outubro de 2014. Ele foi consultor em uma série de campanhas de mídia e escreveu extensivamente sobre o tópico de manipulação da mídia.
Em fevereiro de 2014, Holiday foi nomeado editor-geral da seção de Negócios e Tecnologia do New York Observer.
Ele influenciou diretamente times vencedores do Super Bowl como o New England Patriots, campeões da NBA como o San Antonio Spurs e medalhistas de ouro olímpicos,  bem como senadores em exercício, líderes militares e empresas como Google, Twitter e Microsoft.

### Vida pessoal

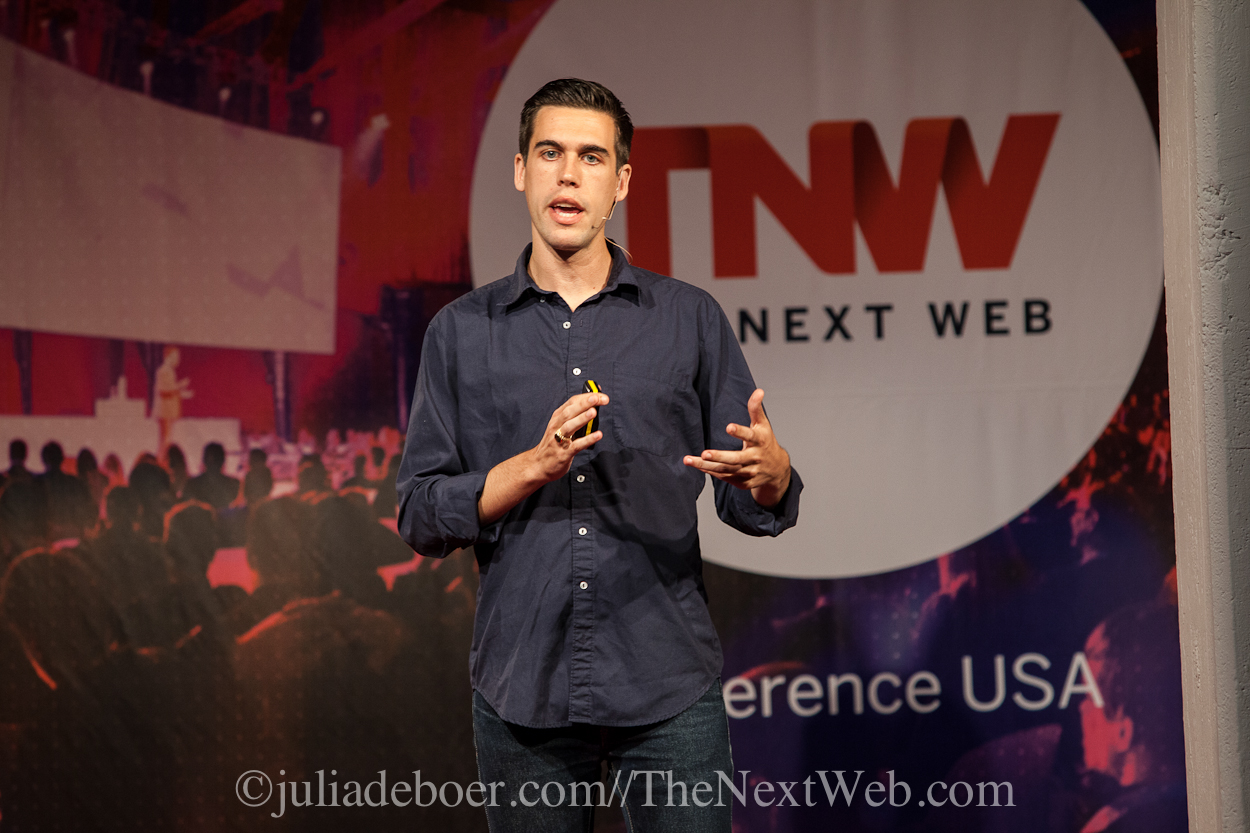
Ryan Holiday em 2013

Holiday é dono e opera a livraria independente Painted Porch Bookshop em Bastrop, Texas. Ele é casado e tem dois filhos. Ele mora em um rancho de 40 acres no Condado de Bastrop, Texas.
Holiday também é músico, citando Metallica e Iron Maiden como influências.

### Carreira
Holiday publicou seu primeiro livro, uma exposição da mídia sobre o estado do jornalismo online chamada Trust Me, I'm Lying, em julho de 2012, que estreou na lista de best-sellers do Wall Street Journal.
O terceiro livro de Holiday, The Obstacle Is the Way, foi publicado em 1º de maio de 2014. O livro é baseado no exercício estoico de enquadrar obstáculos como oportunidades. Esse livro alcançou o primeiro lugar na lista de mais vendidos do Wall Street Journal em 2019, cinco anos após seu lançamento inicial.
Em 2016, ele publicou dois livros. O primeiro, Ego Is the Enemy, usa várias figuras históricas como estudos de caso para ilustrar os perigos do egoísmo. O segundo, The Daily Stoic, é um devocional diário de meditações estoicas. Ambos os livros se tornaram best-sellers com The Daily Stoic alcançando o primeiro lugar na lista de best-sellers do Wall Street Journal.
Sobre as redes sociais ele declara:
| “ | Nós estamos percebendo que algumas das pessoas mais espertas do mundo gastaram um bom tempo tentando descobrir maneiras de capturar nossos instintos mais básicos. O que as redes sociais exploram é o nosso desejo de ser ouvido e de receber validação dos outros. | ” |

## Obras
- Trust Me, I'm Lying: Confessions of a Media Manipulator (2012) ISBN 978-1591845539 no Brasil: Acredite, estou mentindo: Confissões de um manipulador da mídia (Companhia Editora Nacional, 2012)
- Growth Hacker Marketing: A Primer on the Future of PR, Marketing, and Advertising (2014) ISBN 978-1591847380
- The Obstacle Is the Way: The Timeless Art of Turning Trials into Triumph (2014) ISBN 978-1591846352 no Brasil: O obstáculo é o caminho: A arte de transformar provações em triunfo (Intrínseca, 2022) em Portugal: O Obstáculo é o Caminho: A arte intenporal de transformar percalços em triunfos (Lua de Papel, 2023)
- Ego Is the Enemy (2016) ISBN 978-1591847816 no Brasil: O Ego é Seu Inimigo (Intrínseca, 2017)
- The Daily Stoic: 366 Meditations on Wisdom, Perseverance, and the Art of Living (2016) ISBN 978-1591847380 (Coautor: Stephen Hanselman) no Brasil: Diário estoico: 366 lições sobre sabedoria, perseverança e a arte de viver (Intrínseca, 2021) em Portugal: Estoico Todos os Dias: 366 Reflexões sobre sabedoria, perseverança e arte de viver (Lua de Papel, 2022)
- Perennial Seller: The Art of Making and Marketing Work that Lasts (2017) ISBN 978-0143109013
- The Daily Stoic Journal: 366 Days of Writing and Reflection on the Art of Living (2017) ISBN 978-0525534396 (Coautor: Stephen Hanselman)
- Conspiracy: Peter Thiel, Hulk Hogan, Gawker, and the Anatomy of Intrigue (2018) ISBN 978-0735217645
- Stillness Is the Key (2019) ISBN 978-0525538585 no Brasil: A Quietude é a Chave (Intrínseca, 2019) em Portugal: A Quietude é a Resposta (Lua de Papel, 2020)
- Lives of the Stoics: The Art of Living from Zeno to Marcus Aurelius: Lessons on the Art of Living (2020) ISBN 978-1788162609 (Coautor: Stephen Hanselman) no Brasil: A Vida dos Estoicos: A Arte de Viver, de Zenão a Marco Aurélio (Intrínseca, 2021)
- Courage Is Calling: Fortune Favors the Brave (2021) ISBN 978-0593191675 no Brasil: O chamado da coragem: A sorte favorece os corajosos (Intrínseca, 2023)
- Discipline Is Destiny: The Power of Self-Control (2022) ISBN 978-0593191699 no Brasil: Disciplina é destino: O poder do autocontrole (Intrínseca, 2024)
- The Boy Who Would Be King (2022) ISBN 978-0578810041 Ilustrações por Victor Juhasz
- The Girl Who Would Be Free (2022) ISBN 979-8985729108 Ilustrações por Victor Juhasz
- The Daily Dad: 366 Meditations on Parenting, Love, and Raising Great Kids (2023) ISBN 978-0593539057 no Brasil: O pai estoico: Uma reflexão por dia sobre paternidade, amor e como criar filhos incríveis (Intrínseca, 2023)
- Right Thing, Right Now: Good Values. Good Character. Good Deeds. (2024) ISBN 978-0593191712